# Astragalus exasperatus
Astragalus exasperatus är en ärtväxtart som beskrevs av Nina Alexandrovna Basilevskaja. Astragalus exasperatus ingår i släktet vedlar, och familjen ärtväxter. Inga underarter finns listade i Catalogue of Life.